# 富蘭克林 (愛荷華州)
富蘭克林（英語：Franklin）是一個位於美國愛荷華州李縣的城市。

## 地理
富蘭克林的座標為40°39′59″N 91°30′15″W / 40.66639°N 91.50417°W，而該地的平均海拔高度為212米（即696英尺）。

## 人口
根據2010年美國人口普查的數據，富蘭克林的面積為0.39平方千米，當中陸地面積為0.39平方千米，而水域面積為0.00平方千米。當地共有人口143人，而人口密度為每平方千米366人。